# Mas de la Llebre (Reus)
El Mas de la Llebre és una masia situada dins del terme d'Almoster, però tant a tocar de Reus que el nom es podria incorporar a la llista de masos de Reus. Els terrenys del mas són en terme de Reus, a la partida del Matet, al nord-oest del camí Vell de la Selva i a la vora esquerra de la riera de la Beurada. Ja fa anys que l'edifici està malmès i sense teulada.